# Xeque do Islão
Xeque do Islão (português europeu) ou xeique do Islã (português brasileiro) (em árabe: شيخ الإسلام‎; romaniz.: Sheykh/Shaykh, Sheikhul ou Shaikh al-Islam; em turco:  Şeyhülislam) é um título outorgado a quem detém uma autoridade superior em assuntos islâmicos, quer relativos ao Alcorão, como às disposições dos eruditos muçulmanos mais ilustres, como o imame Amade ibne Hambal, Maleque ibne Anas e ibne Taimia.

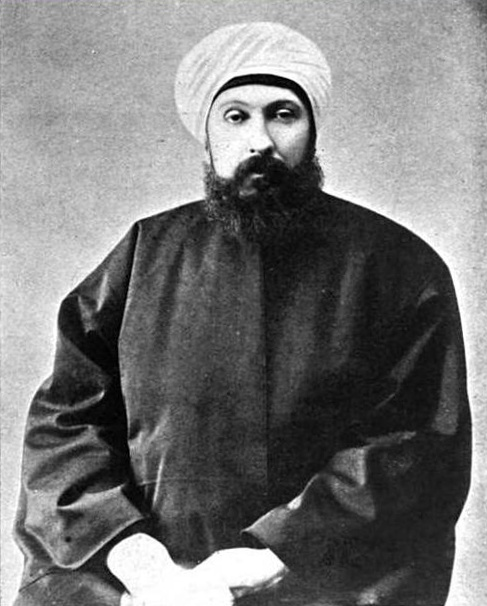
, xeque do Islão otomano entre 1891 e 1909

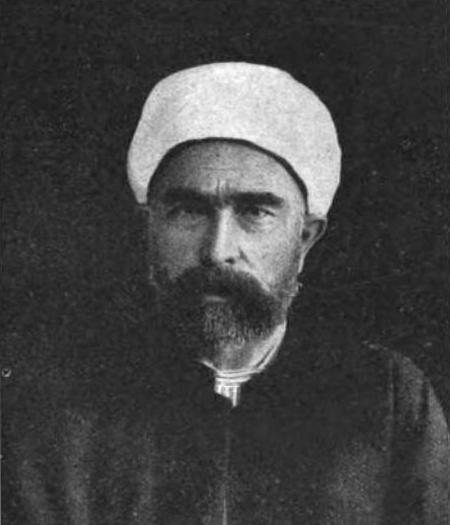
Çelebizade Musa Kazim Efendi, xeque do Islão otomano em 1910

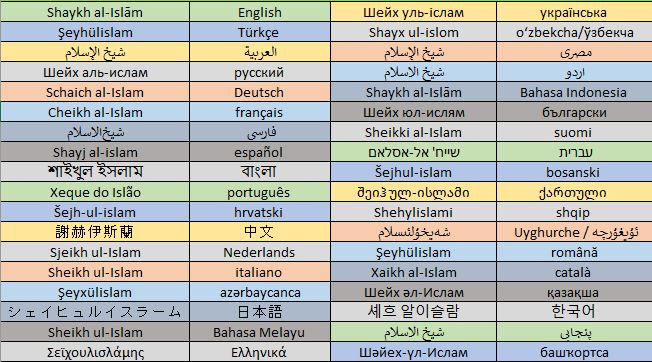
Xeque do Islão

O título era também concedido aqueles que tinham conhecimento de diferentes pontos de vista de académicos proeminentes e estavam por isso capacitados para compatibilizar e adequar a novas situações as leis dos vários textos. O termo podia ainda aplicar-se a pessoas idosas conhecedoras do Islão com grande reputação entre os seus pares.
O grande hafiz al-Sakhawi escreveu que desde o século VIII o título era atribuído a um grande número de pessoas, por vezes sem mérito devido, nem pela idade nem pela sabedoria, que governavam os assuntos islâmicos em comunidades maiores ou eram simplesmente cádis (juízes islâmicos) de grande importância, por exemplo, em cidades.[carece de fontes?]
Mais tarde a partir de 1424, o título de xeque do Islão tornou-se um cargo prestigiado no califado do Império Otomano, o líder do Şeyhülislâmlık, o departamento imperial que dirigia os assuntos religiosos do estado, o que envolvia não só os assuntos jurídico e teológicos, mas também a gestão das mesquitas e toda a espécie de estruturas religiosas, que asseguravam a assistência social e sanitária e a educação a todos os níveis.
Depois da criação da Grande Assembleia Nacional da Turquia em 1920, as funções do xeque do Islão passaram para o Ministério dos Assuntos Religiosos e Fundações Religiosas (Şeriye ve Evkaf Vekaleti ou Shar’iyya wa Awqaf) até 1924. Nesse ano o ministério foi extinto devido à separação da igreja e do estado, sendo substituído pela "Presidência de Assuntos Religiosos" (Türkiye Cumhuriyeti Diyanet İşleri Başkanlığı). Como sucessor do xeque do Islão, aquele organismo é a autoridade suprema para do Islão Sunita na Turquia.